# Lentibulariaceae
Lentibulariaceae pertence às Angiospermas, sendo uma família de plantas carnívoras da ordem Lamiales, formada por três gêneros - Genlisea A. St.-Hil, Pinguicula L. e Utricularia L.-  totalizando cerca de 340 espécies e, portanto, classificada como a família de planta carnívora que apresenta a maior riqueza em espécies. As plantas podem ser terrestres, aquáticas, litófitas (crescem sobre rochas) ou epífitas (crescem sobre plantas), distribuídas vastamente em diversos ambientes, mas principalmente nas regiões tropicais e subtropicais das Américas (Central e do Sul) e da África, adaptando-se a habitats úmidos ou alagados. No Brasil, aproximadamente 29 espécies são endêmicas, correspondendo aos gêneros de Genlisea A. e Utricularia L. Cada gênero possui características e estratégias específicas para capturar suas presas, sendo as armadilhas do gênero Utricularia L. as mais complexas dentro das angiospermas. Suas presas correspondem  principalmente à microfauna de invertebrados e protozoários.

## Morfologia
As espécies de Lentibulariaceae geralmente são diminutas, na maioria das vezes não apresentam raízes, podendo ou não conter rizoides. As folhas estão na base do escapo ou dispersas no estolão, são dispostas em rosetas adaptadas para captura de presas ou modificadas em armadilhas, contendo tricomas em toda a sua parte, podendo ser glandulares ou sésseis.  As flores são zigomorfas (simetria bilateral) e bissexuadas, com uma ampla diversidade de cores (vermelha, rosa, laranja, branca, lilás, violeta, azul ou amarela) ou inflorescência eretas com escamas, brácteas e bractéolas basifixas ou peltadas. O cálice apresenta de duas a cinco sépalas, a corola é bilabiada com pétalas fundidas e duas anteras. Quanto à reprodução, o ovário é unilocular, súpero, com uma placenta central e dois carpelos fundidos, apresentando estigma muito curto e frutos capsulares.

## Gêneros
Os gêneros são Genlisea A. St.-Hil, Pinguicula L. e Utricularia L.
O gênero Genlisea A. St.-Hil é composto por 30 espécies, seguido do gênero Pinguicula L. com aproximadamente 90 espécies e Utricularia L. por 220 espécies, esta apresentando, assim, uma maior riqueza.
Todos os gêneros são classificados como plantas herbáceas (ervas) e características como o morfotipo do pedicelo, coloração da corola, tipo de armadilha e pilosidade das estruturas vegetativas e reprodutivas podem ser utilizadas para a diferenciação dos gêneros. A principal diferença entre Genlisea A. St.-Hil e Utricularia L. pode ser visualizada no cálice, uma vez que na primeira ele é composto por cinco sépalas e na última por apenas duas sépalas.
As espécies do gênero Genlisea A. St.-Hil. podem ser aquáticas, rupícolas ou terrícolas. As folhas estão dispostas em rosetas, são multinérveas, de obovadas a circulares e a armadilha (rizófilo) se configura em forma de “Y” invertido com tricomas simples e/ou glandulares. No interior da armadilha, há uma região denominada ampola, local em que enzimas são secretadas para a digestão das presas. Tanto as partes vegetativas quanto as reprodutivas estão cobertas de tricomas glandulares viscosos. O caule pode ser presente ou inconspícuo e a inflorescência racemosa e ereta, com escapo geralmente híspido ou glandular. Característico pedicelo ereto em flor e fruto, flores zigomorfas geralmente amarelas ou violetas com cinco sépalas, cálice pentalobado (lobos iguais e inteiros) e corola bilabiada com lábio superior geralmente menor que o inferior.
Apresenta dois estames, ovário globoso a ovoide, unilocular; estilete curto e o fruto capsular pode apresentar deiscência circuncisa ou deiscência espiralada longitudinal.
As espécies do gênero Pinguicula L. são de pequeno porte, na maioria das vezes perenes, suas folhas pegajosas estão dispostas em rosetas que atuam como “papel pega-moscas”, apresentando tricomas glandulares e suas flores possuem simetria zigomorfa (bilateral). As espécies do gênero Utricularia L. são pequenas, podendo ser aquáticas, epífitas, rupícolas ou terrícolas. Geralmente apresentam rizoides e estolões, sendo as folhas uni ou multinérveas; modificada em vesícula (utrículo) para a captura de presas com uma abertura e geralmente dois apêndices dorsais. A inflorescência é do tipo racemosa e simples; glabra e a coloração das flores pode variar de brancas, amarelas a lilases, com ou sem mácula; casmógamas. O pedicelo é glabro com duas sépalas subiguais ou desiguais, glabras ou papilosas, com nervuras ausentes ou proeminentes. O cálice é bilobado (lobos iguais ou desiguais) e a corola bilabiada é geralmente glabra com lábio superior geralmente menor que o inferior, o estilete é curto, o ovário globoso a ovoide, unilocular e o fruto do tipo capsular deiscente.

## Distribuição Geográfica
A distribuição de Lentibulariaceae é virtualmente cosmopolita. A família geralmente habita ambientes pobres em nutrientes que podem ser agrupados em quatro tipos: áreas abertas mais ou menos niveladas com vegetação escassa (como areias quartzíticas e pântanos), áreas de infiltração em rochas ou solo raso, habitats epifíticos, como musgo, casca velha, galhos finos (como Pinguicula lignicola Casper 1987) ou até os tanques de bromélias (por exemplo, U. humboldtii). 

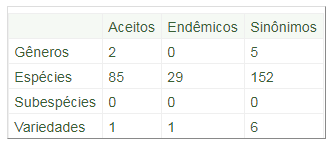
Tabela de distribuição de Lentibulariaceae no Brasil.

O gênero Genlisea A. St.-Hil pode estar presente em regiões tropicais e subtropicais da América Central e do Sul, da África e Madagascar, apresentando maior distribuição na América do Sul. O gênero Utricularia L., embora também se encontre em regiões tropicais da América do Sul, de maneira global a sua distribuição é mais vasta. Já Pinguicula L. ocorre em quase todos os continentes, principalmente em altas altitudes, exceto na Antártida e na Austrália.
Entre as 85 espécies registradas no Brasil, 67 correspondem ao gênero Utricularia L. e 18 ao gênero Genlisea A. St.-Hil , enquanto não há registros da ocorrência do gênero Pinguicula L. Destas, cerca de 29 espécies são endêmicas, das quais 18 representam Utricularia L. e 11 o gênero de Genlisea A. St.-Hil.
O gênero Utricularia L. apresenta uma distribuição geográfica diversa no território brasileiro, compreendendo os biomas Amazônia, Caatinga, Cerrado, Mata Atlântica, Pampa e Pantanal. Enquanto Genlisea A. St.-Hil compreende os mesmos, exceto Pampa e o Pantanal.
Quanto ao tipo de vegetação que se encontram, foram registradas ocorrências em: área antrópica, Caatinga, Campinarana, campo de altitude, campo de várzea, campo limpo, campo rupestre, Cerrado, floresta ciliar ou de galeria, floresta ombrófila, palmeiral, restinga, Savana amazônica, vegetação aquática e vegetação sobre afloramentos rochosos.
Abaixo, a distribuição de acordo com as regiões:
Norte: Acre, Amazonas, Amapá, Pará, Rondônia, Roraima, Tocantins.

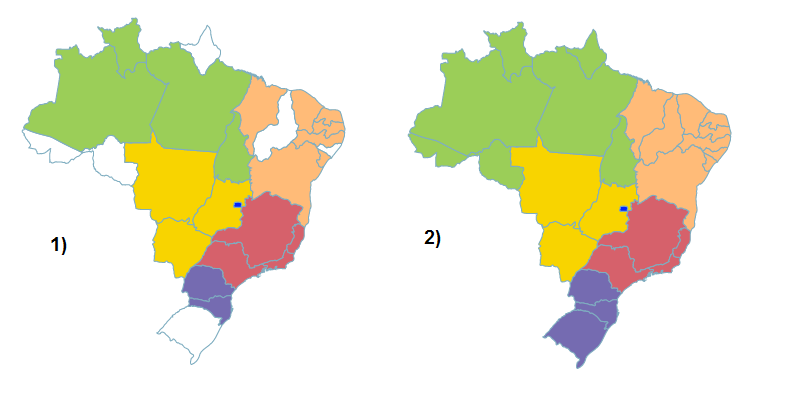
Distribuição nas diferentes regiões brasileiras de Lentibulariaceae (1- Genlisea A. St.-Hil e 2- Utricularia L.)

Nordeste: Alagoas, Bahia, Ceará, Maranhão, Paraíba, Pernambuco, Piauí, Rio Grande do Norte, Sergipe.
Centro-Oeste: Distrito Federal, Goiás, Mato Grosso do Sul, Mato Grosso.
Sudeste: Espírito Santo, Minas Gerais, Rio de Janeiro, São Paulo.
Sul: Paraná, Rio Grande do Sul, Santa Catarina.

## Espécies endêmicas no Brasil
Todas as espécies registradas encontravam-se em locais úmidos (rochas, terrenos arenosos) ou com presença de água, tais como pântanos, brejos, margens de riachos, campos alagados e córregos. A seguir, algumas das espécies endêmicas catalogadas entre os anos de 2012 a 2018:
Genlisea aurea – Tocantins, Bahia, Mato Grosso, Goiás, Minas Gerais, Espírito Santo, São Paulo, Rio de Janeiro, Paraná e Santa Catarina.
Genlisea violácea – Minas Gerais, Espírito Santo e São Paulo. 
Genlisea lobata - Minas Gerais e Espírito Santo, restrita aos biomas Cerrado e Mata Atlântica, habitando preferencialmente Campos de Altitude e afloramentos rochosos.
Utricularia foliosa – Rio de Janeiro e São Paulo.
Utricularia geminiloba Benj. – Rio de Janeiro.
Utricularia gibba – da Amazônia ao Rio Grande do Sul, exceto alguns estados do Norte.
Utricularia longifólia – distribuída na mata atlântica, da Bahia a São Paulo.
Utricularia nelumbifolia – Minas Gerais, Espírito Santo e Rio de Janeiro.
Utricularia nephrophylla Benj. – Bahia, Minas Gerais, Espírito Santo, Rio de Janeiro e São Paulo.
Utricularia praelonga – Tocantins, Bahia, Goiás, Minas Gerais, Rio de Janeiro, São Paulo, Paraná, Santa Catarina e Rio Grande do Sul.
Utricularia pubescens – Roraima, Amazonas, Ceará, Mato Grosso, Goiás, Minas Gerais, Rio de Janeiro e São Paulo.
Utricularia reniformis – todos os estados das regiões Sudeste e Sul.
Utricularia subulata – da Amazônia ao Rio Grande do Sul.
Utricularia tricolor – todas as regiões brasileira.
Utricularia tridentata – Minas Gerais, Rio de Janeiro, Paraná, Santa Catarina e Rio Grande do Sul. 

## Filogenia
A família Lentibulariaceae está integrada na ordem Lamiales formando um grupo-irmão com a família Schlegeliaceae, uma vez que a morfologia e a fitoquímica das flores indicam uma forte relação de ambas famílias. 
Formada por três gêneros, sendo eles Pinguicula L., Genlisea A.St.-Hil. e Utricularia L. Representa com seus gêneros a maior família de plantas carnívoras (apresentando aproximadamente 350 espécies, com diversos mecanismos, habitats e especializações).Dentro da família, Pinguicula diverge primeiro e suas espécies aparecem como um clado terminal em um longo ramo. Genlisea é irmã de Utricularia.
A monofilia da família é altamente suportada. O mesmo se aplica aos seus três gêneros, que tem Pinguicula, divergindo primeiramente e aparecendo como grupo-irmão de um clado composto por Genlisea e Utricularia, que se apresenta como um ramo completamente resolvido. Ao contrário desse clado, em Pinguicula, ainda não ocorre uma filogenia bem suportada, uma vez que se tem dados que foram obtidos por análises de partições de material genético não codificantes e codificantes. Esses dados apresentam que Pinguicula é provavelmente uma divisão de dois clados, sendo um deles com espécies temperadas do norte (com exceção de Pinguicula alpina) e um segundo clado de distribuição predominantemente mexicana, mas que inclui P. alpina. Essa relação é sustentada por alguns caracteres vegetativos da planta.

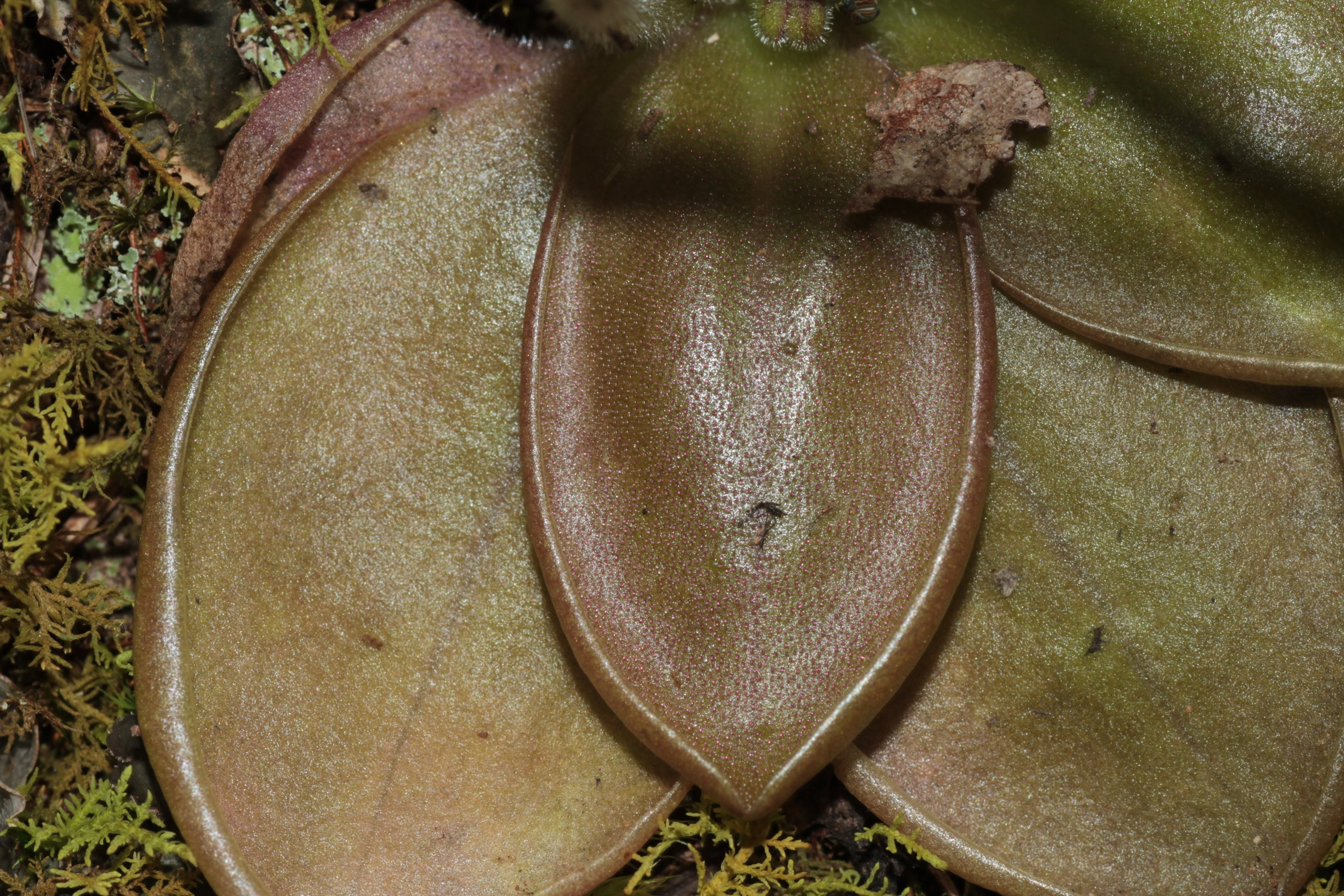
Pinguicula moranensis

## Espécies ameaçadas de extinção
Utricularia tridentata Sylvén, que é caracterizada por ser uma erva terrestre, perene, e que apresenta síndrome de polinização provavelmente entomófila.
Não é endêmica do Brasil e ocorre no Espírito Santo, Santa Catarina, Rio Grande do Sul, Rio de Janeiro e Paraná, tendo preferência por campos úmidos, banhados, em beira de regatos e cachoeiras, áreas alagadas da região Sul do Brasil, entre 1.100 e 2.000 m de altitude. Seus hábitats de ocorrência se encontram severamente fragmentados. No atual momento, é protegida pelo Parque Nacional do Caparaó e Parque Nacional de Itatiaia.
Mesmo com pouca representação em estudos e coleções científicas, apresenta coletas recentes no Rio Grande do Sul, mas ainda se mostra necessário maiores investimentos em pesquisa científica e maior esforço de coleta nas áreas de ocorrência da espécie para que se certifique a existência das populações deste grupo
Genlisea lobata Fromm, que se caracteriza por ervas anuais, que são hermafroditas e que apresentam polinização provavelmente entomófila.
É endêmica do Brasil, ocorrendo nos Estados de Minas Gerais e Espírito Santo, restrita aos biomas Cerrado e Mata Atlântica. Se encontra no estado de ameaça por motivos de exploração madeireira, prática de monoculturas, pecuária com a consequente invasão de espécies exóticas e reflorestamentos homogêneos. Apresenta distribuição restrita e pontual.
Tem poucas representações em estudos e coleções científicas, sendo então preciso investimentos na pesquisa científica e maior esforço de coleta nas suas áreas de ocorrência.

## Reprodução
A família possui inflorescências que consistem em um racemo, podendo ser reduzido a apenas uma única flor ou se assemelhando a brácteas, ocorrendo também em muitos casos de apenas a florescência principal se desenvolver tendo seu eixo completamente condensado (ocorrendo em Pinguicula).
A flor consiste em cinco lobos nos gêneros Pinguicula e Genlisea. Em Utricularia, a maioria possui um cálice com dois lobos. Em Pinguicula e Genlisea, o lábio inferior possui sempre três lóbulos, enquanto em Utricularia varia entre 2 a 5 lobos, ocorrendo desenvolvimento do paladar em Genlisea e na maioria das espécies de Utricularia. Apenas os dois estames abaxiais estão presentes, tendo os estaminódios na maioria das espécies ausentes. A morfologia dos estames é bastante uniforme em todos os três gêneros, com pequenos filamentos achatados. O gineceu consiste em dois carpelos fundidos que formam um ovário globoso unilocular de livre placenta (não séssil), apresentando numerosos óvulos nas extensões apicais. Em algumas espécies reduzidas de Utricularia, a placenta é séssil e suporta dois óvulos apenas.

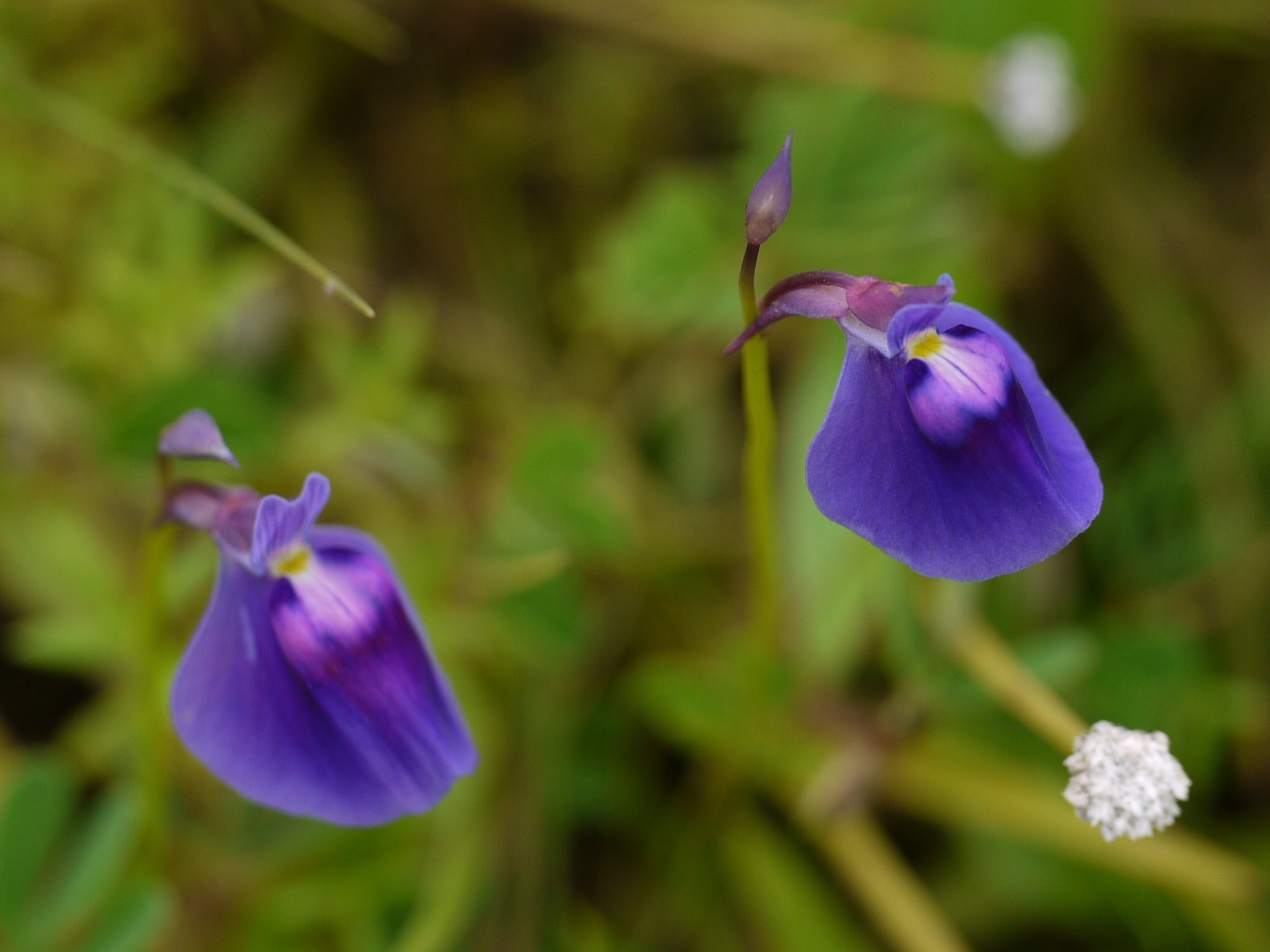
Utricularia purpurascens

O pólen de Pinguicula é zonocolporato com cinco a oito sulcos. Nos demais grupos, possuem um número maior de sulcos.
Insetos (Hymenoptera, Diptera e Lepidoptera) são os polinizadores mais frequentes dessa família, porém também ocorre polinização por meio de aves. Para alguns táxons boreais de Pinguicula, Diptera (moscas e mosquitos) são relatados como polinizadores. No entanto a autopolinização se mostra frequente
Todos os gêneros dentro da família possuem anátropos e óvulos unitegumentados e tenuinucelados. O embrião monocotiledôneo de Pinguicula, no entanto, possui um polo radicular, ausente em Genlisea e Utricularia.
A fecundação ocorre a partir do encontro de gametas diferenciados, uma vez que na maioria das espécies, as cápsulas se abrem formando uma fenda longitudinal dorsal ou ventral, com válvulas.
As sementes são geralmente muito pequenas (entre 0,2 e 1 mm de comprimento) e com falta de endosperma, a testa é variada e ornamentada, de lisa a granulosa, rugosa a verrucosa ou estriada. Em algumas espécies de Utricularia, as sementes podem ser aladas ou apresentar ganchos ou tufos de cabelos que auxiliam na dispersão do vento. A dispersão vai depender, dentro de toda a família, principalmente de vento e água, contando também com o auxílio de aves dispersoras de sementes.
Os cromossomos de Lentibulariaceae foram estudados apenas em alguns casos. Tendo como base números de X = 7, 8, 9, 10, 11, 14, 15, 21, 22 e 24 para Utricularia e X = 8, 9, 11, 12, 16, 24 e 32 para Pinguicula. Não existindo contagem de cromossomos para Genlisea.

## Carnivoria
A carnivoria dentro da família se ramifica em três tipos de mecanismo de armadilha, sendo eles as adesivas (Pinguicula), armadilhas em alçapão (Genlisea) e armadilhas de sucção (Utricularia).
Em Pinguicula, a atração de presas é alcançados por estímulos visuais e olfatórios, tendo folhas cobertas com glândulas sésseis. Pequenos animais – geralmente insetos e aracnídeos – se aderem à mucilagem secretada pelas glândulas da planta, possuindo folhas capazes de se movimentar para auxiliar o contato com a presa e tendo enzimas digestivas secretadas pelas glândulas sésseis presentes.
Em Genlisea a presa – na maioria das vezes protozoários – é atraída por atrativos químicos de composição ainda desconhecida, possuindo então a digestão obtida por enzimas.
Em Utricularia do meio terrestre, os protozoários são alcançados por atrativos químicos, uma vez que não ocorre atração química em espécies aquáticas, que têm seu mecanismo de captura resumido a estímulos táteis e um crescimento abundante de alimentos para presas em potencial em sua superfície. Após adentrar a bexiga, a presa é digerida por enzimas secretadas por glândulas bífidas e glândulas quadrífidas.

## Referencias
1. 1 2 3  Andrade, Beatriz Sette e Camara de; Forzza, Rafaela Campostrini (7 de junho de 2012). «Lentibulariaceae no Parque Estadual do Ibitipoca, Minas Gerais, Brasi». Boletim de Botânica. 30 (1). 63 páginas. ISSN 2316-9052. doi:10.11606/issn.2316-9052.v30i1p63-87
2. 1 2 3  Arruda, Poliana Nascimento; Lima, Aline Souza Carvalho; Cruvinel, Karla Alcione da Silva; Scalize, Paulo Sérgio (2017). «Gerenciamento dos resíduos em unidades de saúde em municípios do estado de Goiás, Brasil». Revista Brasileira de Ciências Ambientais (Online) (44): 58–71. ISSN 2176-9478. doi:10.5327/z2176-947820170076
3. ↑  Baleeiro, Paulo Cesar; Moreira, Andréia Donza Rezende; Silva, Nílber Gonçalves da; Bove, Claudia Petean (2017). «Flora do Rio de Janeiro: Lentibulariaceae». Rodriguésia. 68 (1): 59–71. ISSN 2175-7860. doi:10.1590/2175-7860201768111
4. 1 2  Mota, Nara Furtado de Oliveira; Zappi, Daniela Cristina (2018). «Flora das cangas da Serra dos Carajás, Pará, Brasil: Lentibulariaceae». Rodriguésia. 69 (1): 119–132. ISSN 2175-7860. doi:10.1590/2175-7860201869110
5. 1 2 3 4  Freitas, Hugo Dolsan de; Baleeiro, Paulo Cesar; Trovó, Marcelo (2017). «Lentibulariaceae do Parque Nacional do Itatiaia, Brasil». Rodriguésia. 68 (1): 223–231. ISSN 2175-7860. doi:10.1590/2175-7860201768127
6. ↑  Freitas, Maria de Fátima; Carrijo, Tatiana Tavares (2008). «A família Myrsinaceae nos contrafortes do Maciço da Tijuca e entorno do Jardim Botânico do Rio de Janeiro, Brasil». Rodriguésia. 59 (4): 813–828. ISSN 2175-7860. doi:10.1590/2175-7860200859410
7. 1 2 3  Silva, Carolina Bertini da. «Diversidade genética de microrganismos presentes em utrículos da planta carnívora Utricularia foliosa (Lentibulariaceae).»
8. ↑  Cook, Christopher D. K.; Taylor, Peter (1991). «The Genus Utricularia: A Taxonomic Monograph. Kew Bulletin Additional Series XIV». Kew Bulletin. 46 (1). 183 páginas. ISSN 0075-5974. doi:10.2307/4110760
9. ↑  Martinelli, Gustavo. (2013). Livro vermelho da flora do Brasil. [S.l.]: CNCFlora, Centro Nacional de Conservação da Flora. ISBN 9788588742581. OCLC 929803294
10. 1 2  Fischer, E.; Barthlott, W.; Seine, R.; Theisen, I. (2004). «Lentibulariaceae». Berlin, Heidelberg: Springer Berlin Heidelberg: 276–282. ISBN 9783642622007
11. ↑  Müller, K.; Borsch, T.; Legendre, L.; Porembski, S.; Theisen, I.; Barthlott, W. (2004). «Evolution of Carnivory in Lentibulariaceae and the Lamiales». Plant Biology. 6 (4): 477–490. ISSN 1435-8603. doi:10.1055/s-2004-817909
12. ↑  Adamec, Lubomír (1 de janeiro de 2008). «Soil fertilization enhances growth of the carnivorous plant Genlisea violacea». Biologia. 63 (2). ISSN 1336-9563. doi:10.2478/s11756-008-0023-1